# Olekminskita
L'olekminskita és un mineral de la classe dels carbonats. Forma sèrie amb l'aralsonita

## Característiques
L'olekminskita és un carbonat de fórmula química Sr(Sr,Ca,Ba)(CO₃)₂. Cristal·litza en el sistema trigonal. La seva duresa a l'escala de Mohs és 3.

## Formació i jaciments
L'olekminskita s'ha descrit en vetes de baritocalcita i quars en bretxes intrusives en massissos alcalins.